# 恋するTV すごキュン
『恋するTV すごキュン』（こいするてぃーびー すごきゅん）は、フジテレビ系列ほかで放送された恋愛バラエティ番組である。制作局のフジテレビでは、2010年4月16日から同年9月24日まで、毎週金曜23:00 ‐23:30（JST）に放送された。

## 概要
2009年の10月と12月に深夜枠で単発放送された『ラブログ』を発展させた形で開始された番組である。見知らぬ男女6人がブログを開設し、3週間の期限で3回に及ぶデートを経て思いを伝える。1回目と2回目のデートは国内、3回目のデートは海外（Episode#1はマレーシア、Episode#2はセブ島）で行われた。また、出場者6人のブログには視聴者が応援コメントを書き込むことも可能だった。

## 出演者
司会
- 三宅健（V6、前番組『VivaVivaV6』より続投）
- はんにゃ
  - 川島章良
  - 金田哲

進行アナウンサー
- 加藤綾子（フジテレビアナウンサー）

## コーナー
- ラブログ
- すごキュンチャレンジ
- 開キュン線
- ずっと好きだったんだぜ〜

メンバーもしくはゲストが学生時代などにずっと好きだったことを伝えるコーナー。伝えた後、斉藤和義の『ずっと好きだったんだぜ』を熱唱することになっている。また、「好きだったことを伝える」ということなので、既婚の芸能人が登場することもあった。
- 恋愛支持率
- 花キュンピット
- さよならバス

など

## スタッフ
- 企画 - 大川友也（フジテレビ）
- 構成 - 樅野太紀、田中伊知郎、谷口マサヒト、桝本壮志、大井洋一
- TD／SW - 坂本淳一
- CAM - 若林茂人
- VE - 井上貴人
- AUD - 吹野真穂
- 照明 - 川田敦史
- TK - TBG
- ロケ技術 - 小林孝至、佐々木瑠美
- EED - 田口智樹（IMAGICA）
- MA - 水野学（IMAGICA）
- 音響効果 - 中村由紀（ZACK）
- 美術プロデューサー - 木村文洋
- デザイン - 鈴木賢太（フジテレビ）
- 美術進行 - 横山勇
- 大道具製作 - 高橋千鶴
- 大道具操作 - 松本達也
- アクリル装飾 - 斉藤祐介
- 電飾 - 森智
- アートオブジェ - 植村あゆか
- メイク - 外山隼人
- CG - 安田光
- サイト担当 - 村橋久宣
- 技術協力 - 八峯テレビ、FLT、SWISH JAPAN、東京オフラインセンター
- 美術協力 - フジアール
- 広報 - 加藤麻衣子（フジテレビ）
- 監修 - 木伏智也、白鳥英明
- AP - 三田村奈緒子
- ディレクター - 八木信人、鈴木顕尚、藤本洋平、大谷眞純
- プロデューサー - 江上雅彦、横田有良
- チーフプロデューサー - 服部信男
- 演出 - 中嶋亮介
- 制作協力 - FCC
- 制作著作 - フジテレビ

## 各局の放送時間
- フジテレビ系列26局（クロスネット局のテレビ大分・テレビ宮崎を除く）：金曜23:00 - 23:30（JST）
- テレビ大分・山口放送（日本テレビ系列）：月曜24:29 - 24:59（JST）
- テレビ宮崎：日曜23:00 - 23:30（JST）

※前番組『VivaVivaV6』を遅れネットしていた青森テレビは未ネット。